# Anillo R/2004 S 1
R/2004 S 1, también conocido como S/2004 1R, es la designación temporal de un anillo planetario recientemente descubierto alrededor del planeta Saturno. Está situado entre el anillo A y el anillo F, en la órbita del satélite Atlas. El fino y débil anillo, fue descubierto por la sonda Cassini/Huygens y se anunció su descubrimiento el 9 de septiembre de 2004. El satélite es una luna pastor del anillo A.